# Nowy Casnik

Ältere Ausgaben und Designs des Nowy Casnik

Der Nowy Casnik (deutsch: Neue Zeitung) ist eine wöchentlich erscheinende Zeitung, die ihre Beiträge in niedersorbischer sowie deutscher Sprache verfasst. Sie ist das Nachfolgeblatt der ersten niedersorbischen Zeitung mit dem Namen Bramborski Serbski Casnik, die erstmals im Jahre 1848 erschien. Der Nowy Casnik wurde zur Zeit des Nationalsozialismus verboten. Im Jahr 1947 wurde die Zeitung neu gegründet, jedoch vorerst als Beilage zur damaligen obersorbischen Zeitung Nowa doba, bis sie 1954 wieder als selbstständiges Wochenblatt publiziert wurde. 
Chefredakteurin der einzigen niedersorbischen/wendischen Zeitung ist seit 2023 Katalin Poráczki. Ihre Vorgänger waren Stefanie Krautz (2021–2023), Viktor Zakar (2020–2021), Gregor Wieczorek (Grzegorz Wieczorek; 2006–2020) und Horst Adam.

## Vertrieb
Die Auflage des Nowy Casnik lag im Jahr 2004 bei 1.100 Exemplaren, 2013 bei 800 Exemplaren. Heute sind es ca. 700 Exemplaren. Neben einem Abonnement kann man den Nowy Casnik in Cottbus sowie einigen nördlich benachbarten Orten kaufen.